# Greg Johnston
Greg Johnston, född den 16 maj 1959 i Devonport i Nya Zeeland, är en nyzeeländsk roddare.
Han tog OS-brons i fyra med styrman i samband med de olympiska roddtävlingarna 1988 i Seoul.